# Burza nad Pacyfikiem
Burza nad Pacyfikiem – dwutomowa książka Zbigniewa Flisowskiego o wojnie na Pacyfiku. Wydana przez Wydawnictwo Poznańskie, pierwsza część w 1986, a druga w 1989.
Pierwszy tom opisuje walki w okresie od 8 lipca 1937 do 31 grudnia 1942. Drugi zaś obejmuje przedział czasowy pomiędzy 1 stycznia 1943 a 15 sierpnia 1945. Recenzent stwierdził, iż Burza nad Pacyfikiem jest wykonana w sposób rzetelny, dociekliwy i profesjonalny, ale jednocześnie napisana w sposób zrozumiały. Zbigniew Flisowski pisze książkę historyczną, jak powieść.
II wydanie: 1994 – tom pierwszy, 2002 – tom drugi.